# Порт Дикинсон (Њујорк)
Порт Дикинсон (енгл. Port Dickinson) град је у америчкој савезној држави Њујорк.

## Демографија
По попису из 2010. године број становника је 1.641, што је 56 (-3,3%) становника мање него 2000. године.
| Група             | 2000.         | 2010.         |
| Белци             | 1.633 (96,2%) | 1.550 (94,5%) |
| Афроамериканци    | 21 (1,2%)     | 33 (2,0%)     |
| Азијати           | 6 (0,4%)      | 10 (0,6%)     |
| Хиспаноамериканци | 9 (0,5%)      | 18 (1,1%)     |
| Укупно            | 1.697         | 1.641         |